# Орлов, Александр Афиногенович
Алекса́ндр Афиноге́нович Орло́в (26 октября (7 ноября) 1865—4 (17) октября 1908) — генерал-майор Свиты Его Величества (1905), командир Лейб-гвардейского уланского Её Величества Государыни Императрицы Александры Феодоровны полка.

## Биография
Родился в семье Афиногена Алексеевича Орлова (1837-1902), сына Алексея Федоровича Орлова (1786-1861), и Елизаветы Карловны Багговут (1844-1922), дочери Карла Федоровича Багговута.
Образование получил в Николаевском кавалерийском училище (окончил по 1-му разряду). 
1.10.1883 поступил на службу в Гусарский лейб-гвардии полк. 7.8.1885 произведен в корнеты, с 7.8.1889 — поручик, с 30.8.1890 — штаб-ротмистр. 13.6.1891 по 16.12.1897 командир эскадрона в полку, 30.8.1892 произведен в ротмистры.
С 6.12.1897 — полковник.
С 6.1.1898 помощник командира полка по строевой части.
Во время службы в лейб-гвардии Гусарском полку познакомился с наследником Николаем Александровичем, став одним из его друзей.
С 2.12.1901 по 9.10.1902 — командир 8-го драгунского Смоленского Императора Александра III полка.
С 9.10.1902 — командующий лейб-гвардии Уланским Её Величества Государыни Императрицы Александры Феодоровны полком.
В 1903 был назначен флигель-адъютантом к Его Императорскому Величеству.
17.04.1905 произведён за отличие по службе в генерал-майоры (со старшинством с 6.12.1905), с назначением в Свиту Его Императорского Величества и с утверждением в должности командира лейб-гвардии Уланского Её Величества Государыни Императрицы Александры Феодоровны полка.
По мемуарному свидетельству хорошо его знавшего С. Н. Тимирёва, он «приобрёл особое расположение государя и императрицы во время подавления революционного движения в Остзейском крае. Действия его, чрезвычайно решительные и подчас жестокие, вызвали в своё время серьёзное возмущение и нападки в либеральной печати и общественных кругах, сочувствовавших так называемому „освободительному движению“. Могу засвидетельствовать, что „жестокость“ Орлова объяснялась исключительно его простым и честным пониманием служебного долга и безграничной преданности престолу; это был прежде всего прямой и бесхитростный солдат, сохранивший в себе в полной чистоте рыцарские взгляды, присущие лучшим военным всех эпох, но реже всего встречающиеся в наши дни» («Четыре года на яхте „Штандарт“», машинопись, 1924, с.46).
С 4.9. 1907 — командир 2-й бригады 2-й гвардейской кавалерийской дивизии, с оставлением в Свите Его Величества и с зачислением в списки лейб-гвардии Уланского Её Величества Государыни Императрицы Александры Феодоровны полка и по гвардейской кавалерии.
4.10.1908 скончался от скоротечной туберкулёз гортани в Египте, куда был командирован.
13.10.1908 исключён из списков умершим.
С 1899 по 1906 год Александр Афиногенович Орлов был владельцем доходного дома в Санкт-Петербурге (Пушкинская улица, 11). В 1907 году недвижимость была переоформлена на сыновей Алексея и Ивана.
В романе В. С. Пикуля «Нечистая сила» упомянуто прозвание А. А. Орлова — Балтийский (см. Почётные прозвания в России).

## Награды
российские:
- Орден Святого Станислава 3 ст. (1890)[2]
- Орден Святой Анны 3 ст. (1894)
- Орден Святого Станислава 2 ст. (1896)
- Орден Святой Анны 2 ст. (1899)
- Орден Святого Владимира 4 ст. (1903)
- Орден Святого Владимира 3 ст. (1906)
- Орден Святого Станислава 1 ст. (1906)

иностранные:
- Гессен-Дармштадтский Орден Филиппа Великодушного командорский крест (1895)
- Итальянский Орден Святых Маврикия и Лазаря командорский крест (1903)

## Брак и дети
Женился на графине Евдокии Владимировне Стенбок-Фермор (1872–1898), дочери графа Владимира Александровича Стенбока-Фермора (1849-1897) и графини Евдокии Ивановны Стенбок-Фермор (урожденной Апраксиной) (1847-1876). В браке родилось двое сыновей:
- Алексей Александрович Орлов (1891-1955) - служил в лейб-гвардии Гусарском полку в Царском Селе, участвовал в войне 1914 – 1918 годов, отличился в боях, за что был награжден орденами: св. Анны 4-й степени с надписью «За храбрость» (1914); св. Станислава 3-й степени с мечами и бантом (1914); св. Анны 3-й степени с мечами и бантом (1915); св. Станислава 2-й степени с мечами (1915). После 1917 года эмигрировал. Умер в Риме. Жена - Мария Адольфовна (урожденная Бойе аф Геннес) (1902-1949), дочь Ольга Алексеевна Орлова (1923-1984), сын Ольги  епископ Русской православной церкви заграницей Амвросий (1947-2009).
- Иван Александрович Орлов (1895-1917) -  военную службу начал в инженерных войсках, но вскоре поехал во Францию учиться на военного летчика. Участвовал в боях Первой Мировой войны. Погиб в воздушном бою летом 1917 года.[1]

После кончины жены Евдокии Владимировны в 1898 году и кончины самого Александра Афиногеновича в 1908 году сыновья остались полными сиротами. Их воспитание взяла на себя бабушка по отцовской линии Елизавета Карловна Багговут (1844-1922).